# Дель, Илья Владимирович
Илья Владимирович Дель (род. 3 апреля 1985, Липецк, СССР) — российский актёр театра и кино.

## Биография
Актёрскую карьеру начал с раннего детства, когда играл в спектаклях молодёжного театра «Предел» в Скопине, где режиссёром работал его отец Владимир Дель. После окончания школы в 2002 году поступил в Российский институт театрального искусства на курс Олега Кудряшова. В 2005 году Илья решил продолжить свое образование в Санкт-Петербурге и перевелся в театральную академию, в мастерскую Григория Дитятковского, которую закончил в 2007 году.
После окончания академии один сезон проработал в Малом драматическом театре. В 2010 году приглашен в театр «На Литейном», где дебютировал в спектакле «Ромео и Джульетта».
С 2013 года работает в труппе театра им. Ленсовета, где играет роль Соленого в спектакле «Три сестры» в постановке Ю. Бутусова.
С 2018 по 2019 год работал в Академическом театре им. А. С. Пушкина (Александринский), где сыграл роль Виктора в спектакле «Дети у власти». Сотрудничает со многими театрами Санкт-Петербурга и МХТ им. Чехова.

## Театральные работы
- Александринский театр

- «Дети у власти» Р. Витрак (Виктор)

- Московский Художественный театр имени А. П. Чехова:

- «Бунтари» (Герман Лопатин), автор и режиссёр Александр Молочников.

- Санкт-Петербургский академический театр имени Ленсовета:

- «Дон Кихот» М. А. Булгаков (Санчон Карраско), режиссёр Александр Баргман.
- «Три сестры» А. П. Чехов (Солёный), режиссёр Юрий Бутусов.
- «Смерть коммивояжера» А. Миллер (Хэппи), режиссёр Олег Ерёмин.
- «Двое на качелях» У. Гибсон (Джерри Райан), режиссёр Евгения Богинская.
- «Академия смеха» Коки Митани (Автор), режиссёр Фёдор Пшеничный.

- Театр на Литейном:

- «Ромео и Джульетта» У. Шекспира (Ромео), режиссёр Галина Жданова
- «Семейный портрет» М. Горького (Петр), режиссёр Александр Кузин.

- Приют комедианта:

- «Коварство и любовь» Ф. Шиллера (Фердинанд), режиссёр Василий Бархатов.
- «Кукольный дом» Г. Ибсена (Доктор Ранк), режиссёр Юрий Квятковский.
- «Любовная история» Х. Мюллера, режиссёр Дмитрий Волкострелов.
- «Смерть Тарелкина» А. Сухово-Кобылин (Варравин), режиссёр Семён Серзин.
- «Собачье сердце» М. Булгаков (Шариков), режиссёр Максим Диденко.
- «Преступление и наказание» Ф. Достоевский (Мармеладов), режиссёр Константин Богомолов.
- «Киса» по мотивам романа И. Ильфа и Е. Петрова «12 стульев» (Остап Бендер), режиссёр Семен Серзин.

- Театр юных зрителей имени А. А. Брянцева:

- «Ленька Пантелеев. Мюзикл» К. Федорова (Ленька), режиссёры Максим Диденко и Николай Дрейден.

- Каменноостровский театр:

- «Ревизор» Н. Гоголя (Бобчинский), режиссёр Андрей Прикотенко.

- Театр Post:

- «Shoot/Get Treasure/Repeat» М. Равенхилла, режиссёры Дмитрий Волкострелов и Смен Александровский.

### Работа в творческих проектах
- «Чёрный русский» — Владимир Дубровский.
- «Жадный Джамба».
- «Шинель. Балет» — Значительное лицо.
- «Пена дней» — Колен.

## Фильмография
- 2004 — «Московская сага» (эпизод), режиссер Д. Барщевский.
- 2008 — «Улицы разбитых фонарей-9»(милиционер), режиссер М. Вассербаум.
- 2009 — «Я» (Карп), режиссер И. Волошин.
- 2011 — «Жизнь и приключения Мишки Япончика» (Шабер), режиссер С. Гинзбург.
- 2011 — «Бедуин» (клоун), режиссер И. Волошин.
- 2012 — «Патруль. Васильевский остров» (Сергеич 1-я серия).
- 2014 — «Григорий Распутин» (Эпизод), режиссер А. Малюков.
- 2014 — «Лучшие враги» (Стулин наркоман), режиссер Д. Аверин.
- 2015 — «Апперкот для Гитлера» (Клод), режиссер Д. Нейманд.
- 2015 — «Город особого назначения». 2-я серия (Илья), режиссер Д. Нейманд.
- 2015 — «Морские дьяволы». Смерч-2 (Роберт), режиссер А. Гусев.
- 2017 — «Собачатина» (Рубчик), режиссер К. Тищенко.
- 2017 — «Личность не установлена» (Антон, автовор), режиссер А. Либенсон.
- 2017 — «Трасса смерти» (Демон), режиссер Д. Нейманд.
- 2017 — «Хождение по мукам» (Валет), режиссер К. Худяков.
- 2017 — «Мифы» (рок-музыкант), режиссер А. Молочников.
- 2018 — «Заступники» (Сеня Пинхасов), режиссер В. Котт.
- 2018 — «Внутренний огонь» (Гвоздь), режиссер М. Марескин.
- 2018 — «Февральский дневник» (Володя Заславский), режиссер А. Зайцев.
- 2019 — «Обитель» (Граков), режиссер А. Велединский.
- 2019 — «Преступление» 2 сезон 4 серия (Данил хакер), режиссер А. Кириенко.
- 2019 — «Содержанки» (Друг Бориса), режиссер К. Богомолов.
- 2020 — «Хороший человек» (Яков Самохин), режиссер К. Богомолов.
- 2020 — «Цой» (Рик), режиссер А. Учитель. Рика, парень Марины (прототип Александр Аксёнов «Рикошет»)
- 2021 — «Вертинский» (Поплавский), режиссер А. Смирнова.
- 2023 — «Фандорин. Азазель» (Чмок), режиссер Н. Эген.
- 2023 — «Цербер» (Владимир Николаевич Лихарев, декабрист), режиссер В. Щегольков.

## Награды и номинации
- Победитель Петербургского фестиваля «Монокль 2009» — моноспектакль «Жадный Джамба» по мотивам пушкинского «Скупого рыцаря», режиссёр Денис Ширко.
- Лауреат Санкт-Петербургской театральной премии «Прорыв 2012» в номинации «Лучший молодой актёр драматического театра» за роль Ромео в спектакле «Ромео & Джульетта» в постановке Галины Ждановой (Театр на Литейном)[1].
- Победитель молодёжной Премии правительства Санкт-Петербурга за 2012 год в области культуры и искусства.
- Обладатель Приза Санкт-Петербургского общества «Театрал» за роль Леньки в спектакле «Ленька Пантелеев. Мюзикл» в постановке М. Диденко и Н. Дрейдена (ТЮЗ имени Брянцева), 2012 год.
- Номинант Национальной театральной Премии «Золотая маска 2013» в номинации «Лучшая мужская роль» за роль Лёньки в спектакле «Лёнька Пантелеев. Мюзикл» в постановке М. Диденко и Н. Дрейдена (ТЮЗ имени Брянцева)[2].
- Номинант премии «Золотая маска» за сезон 2022—2023 годов за роль Льва Мышкина в спектакле «Идиот», (театр «Приют комедианта», Санкт-Петербург)[3]